# Juan Olivares
Juan Segundo Olivares Sanchez (ur. 20 lutego 1941 w Viña del Mar) – piłkarz chilijski grający podczas kariery na pozycji bramkarza.

## Kariera klubowa
Karierę piłkarską Juan Olivares rozpoczął w Santiago Wanderers w 1959. Z Santiago Wanderers zdobył mistrzostwo Chile w 1968 oraz dwukrotnie Puchar Chile w 1959 i 1961. W 1970 przeszedł do Unión Española. Z Uniónem Española zdobył mistrzostwo Chile w 1973. Sezon 1974 spędził w stołecznym Magallanes, a 1975 i 1976 w Deportes La Serena.
W 1977 był zawodnikiem klubu Cobreloa, a w 1978 ponownie Santiago Wanderers. Piłkarską karierę zakończył w CD Huachipato w 1980.

## Kariera reprezentacyjna
W reprezentacji Chile Olivares zadebiutował 15 kwietnia 1965 w wygranym 4-1 spotkaniu o Copa del Pacífico z Peru.
W 1966 roku został powołany przez selekcjonera Luisa Álamosa do kadry na Mistrzostwa Świata w Anglii. Na Mundialu Olivares wystąpił we wszystkich trzech meczach z Włochami, KRLD i ZSRR. Rok później wystąpił w Copa América 1967, na którym Chile zdobyło brązowy medal. W turnieju Olivares wystąpił we wszystkich siedmiu meczach z Kolumbią (eliminacje), Wenezuelą, Paragwajem, Urugwajem, Argentyną i Boliwią.
W 1974 roku po raz drugi został powołany przez selekcjonera Luisa Álamosa do kadry na Mistrzostwa Świata w RFN. Na Mundialu Olivares był rezerwowym i nie wystąpił w żadnym meczu.
Ostatni raz w reprezentacji wystąpił 24 kwietnia 1974 w wygranym 1-0 towarzyskim spotkaniu z Haiti. Od 1965 do 1974 roku rozegrał w kadrze narodowej 32 spotkania.